# سن-ادوارد، کبک
سن-ادوارد (به فرانسوی: Saint-Édouard) شهری در منطقه شهری له ژاردن-دو-ناپیرویل ناحیه مونترژی در استان کبک کانادا است. در سرشماری سال ۲۰۱۱ این شهر ۱٬۲۲۶ نفر جمعیت داشته‌است و مساحت آن ۵۲٫۹۱ کیلومتر مربع است.